# Anita divisa
Anita divisa är en fjärilsart som beskrevs av William Schaus 1901. Anita divisa ingår i släktet Anita och familjen tandspinnare. Inga underarter finns listade i Catalogue of Life.